# Луркмор
Луркмор — інтернет-мем, що прийшов в українську мову з англійської, в яку, в свою чергу, він потрапив з англомовної іміджборди 4chan. Луркмор є адаптуванням англомовного жаргонного виразу lurk moar. Цей вираз утворився злиттям двох англійських слів. Перше слово, lurk, з англійської перекладається як «причаїтися», в контексті іміджбордів означає бути непомітним і читати форуми чи інший контент, створений користувачами, не беручи участі в його створені (наприклад, не створюючи власних постів). Друге слово, moar, утворилося спотворенням англійського слова more, що перекладається як «ще» або «більше».

## Значення
В інтернет-середовищі цей вираз має три значення:
- Перше значення утворилося на 4chan'і внаслідок кризи філософії «анонімності». На другому році свого існування, 2004 року, на 4chanі почався тренд коли замість того аби писати свої повідомлення анонімно, тобто причаївшись (англійською lurking), відвідувачі почали постити на борді під різноманітними ніками, що призводило до більшої імовірності публічної деанонімізації відвідувача з усіма подальшими проблемами. Старожилам 4chan'у це не сподобалося, і вони почали писати lurk moar, тобто причаюйтесь більше і публікуйтеся як Безосібний (англ. Anonymous), а не поставайте під різноманітними ніками.
- Друге значення виразу, є закликом до учасника спільноти коли йому пропонується більше спостерігати за діяльністю на 4chan'і пасивно, а не активно, наприклад, якщо він є новачком чи не пристосований до спілкування в цій спільноті та не знає усталених правил і звичаїв.
- Третє значення виразу, якого він набув значно пізніше, це заклик до нубів (новачків іміджбордів) йти на сайт lurkmore.com та дізнатися більше про той чи інший мем, оскільки з постів нуба видається що він неповністю або неправильно розуміє значення відповідного мему. Це третє значення утворилось внаслідок того що в англійській мові вираз lurk more є дуже співзвучним з виразом look more, яке дослівно перекладається на українську як дивіться ще.[1]